# Дембовский, Ян
Барон Ян Дембовский (пол. Jan Dembowski; на французской службе и в ЭСБЕ: Жан Дембовский; 1770, Польша — 1823) около 1770, Дембова Гужа — 1823) — польский, французский и итальянский военный деятель, участник восстания Костюшко, бригадный генерал (1810).

## Биография
Родился около 1770 года в населённом пункте Дембова Гужа. Был секретарём государственного деятеля Речи Посполитой Игнатия Потоцкого, реформатора, активного деятеля во время Четырёхлетнего сейма (1788—1792), одного из творцов польской Конституции 3 мая 1791 года. После победы Тарговицкой конфедерации Потоцкий эмигрировал в Дрезден, а Ян Дембовский стал его главным политическим информатором о событиях происходивших в Польше.
Ян Дембовский принимал участие в подготовке восстания Костюшко 1794 года. Принадлежал к крайней левому крылу повстанцев, именовавшихся польскими якобинцами. Участвовал в событиях «Варшавской заутрени» (восстания в Варшаве). Запомнился жестокостью в расправах с политическими противниками, которых сторонники Костюшко обвинили в симпатиях к России. Арестованный умеренными участниками восстания, потребовал освобождения под честное слово, «чтобы умереть в бою на благо отчизны». Тадеуш Костюшко не согласился с этим предложением и потребовал образцового наказания для террористов и лично для Дембовского. Однако, за Дембовского вступились Гуго Коллонтай и Игнатий Потоцкий, в результате чего Дембовский был приговорён только к шести месяцам заключения в крепости. После поражения восстания Костюшко, Дембовский эмигрировал в Париж, а затем в Венецию. 
Находясь в Италии, вступил в Польские легионы на французской службы. В мае 1799 года во время сражения под Кортоной, был тяжело ранен в руку. В битве на Треббии легионеры понесли тяжелые в потери в бою с войсками ненавистного им А. В. Суворова, однако Дембовский выжил, был произведён в шефы батальона и стал адъютантом командира Польских легионов генерала Яна Генрика Домбровского. После окончания кампании в декабре 1799 года вместе с генералом отбыл в Париж.
В дальнейшем вновь служил в Италии, а также в Далмации. Числился на службе созданного Наполеоном Королевства Италия. Служа в армии Итальянского королевства, принимал участие в испанской кампании Наполеона (1809—10). Бригадный генерал (1810). 
Участник Похода на Россию в 1812 году.
Позже был назначен губернатором Феррары.
Наполеон пожаловал Дембовскому наследственный титул барона Империи. Командор ордена Железной короны (1806), офицер ордена Почётного легиона (1809). 
Масон, в 1800-е годы занимал важную должность в ложе Великого Востока Франции в Милане. 
Был женат на Матильде Висконтини, которая рано умерла и в которую был влюблен Стендаль. Отец итальянского астронома Эркюля Дембовского (1812—1881).